# Тіппа (округ, Міссісіпі)
Шаблон:StateAbbr_ 34°46′ пн. ш. 88°55′ зх. д. / 34.77° пн. ш. 88.91° зх. д.
Округ  Тіппа (англ. Tippah County) — округ (графство) у штаті Міссісіпі, США. Ідентифікатор округу 28139.

## Історія
Округ утворений 1836 року.

## Демографія
За даними перепису 
2000 року 
загальне населення округу становило 20826 осіб, зокрема міського населення було 4334, а сільського — 16492.
Серед мешканців округу чоловіків було 10073, а жінок — 10753. В окрузі було 8108 домогосподарств, 5907 родин, які мешкали в 8868 будинках.
Середній розмір родини становив 3.
Віковий розподіл населення поданий у таблиці:
| Стать    | До 15 років | 15-21 | 22-29 | 30-39 | 40-49 | 50-65 | 65-85 | Понад 85 |
| -------- | ----------- | ----- | ----- | ----- | ----- | ----- | ----- | -------- |
| Чоловіки | 2196        | 1072  | 1109  | 1474  | 1403  | 1594  | 1085  | 140      |
| Жінки    | 2083        | 1141  | 1072  | 1501  | 1441  | 1720  | 1513  | 282      |

## Суміжні округи
- Гардеман, Теннессі — північ
- Алкорн — північний схід
- Прентісс — південний схід
- Юніон — південь
- Бентон — захід

## Виноски
1. ↑  U.S. Decennial Census. United States Census Bureau. Процитовано 8 листопада 2014.
2. ↑  Historical Census Browser. University of Virginia Library. Архів оригіналу за 11 серпня 2012. Процитовано 8 листопада 2014.
3. ↑  Population of Counties by Decennial Census: 1900 to 1990. United States Census Bureau. Процитовано 8 листопада 2014.
4. ↑  Census 2000 PHC-T-4. Ranking Tables for Counties: 1990 and 2000 (PDF). United States Census Bureau. Процитовано 8 листопада 2014.
5. ↑  State & County QuickFacts. United States Census Bureau. Архів оригіналу за 6 серпня 2011. Процитовано 7 вересня 2013. [Архівовано 2011-08-06 у Wayback Machine.](англ.) Наведено за англійською вікіпедією.
6. ↑  American FactFinder. Бюро перепису населення США. Архів оригіналу за 26 лютого 2012. Процитовано 31 січня 2008. [Архівовано 2008-05-21 у Wayback Machine.]

| США | Це незавершена стаття з географії США. Ви можете допомогти проєкту, виправивши або дописавши її. |